# Nowozelandzki Komitet Olimpijski
Nowozelandzki Komitet Olimpijski (NZOC) (ang. New Zealand Olympic Committee) – nowozelandzki narodowy komitet olimpijski, stowarzyszenie związków i organizacji sportowych z siedzibą w Wellington. Zajmuje się przede wszystkim organizacją udziału reprezentacji Nowej Zelandii w igrzyskach olimpijskich oraz Igrzyskach Wspólnoty Narodów, a także upowszechnianiem idei olimpijskiej i promocją sportu oraz reprezentowaniem nowozelandzkiego sportu w organizacjach międzynarodowych, w tym w Międzynarodowym Komitecie Olimpijskim.

## Historia
Nowa Zelandia była częścią ruchu olimpijskiego od samego jego początku, Leonard Cuff – nowozelandzki sportowiec i działacz – był bowiem jednym z trzynastu założycieli Międzynarodowego Komitetu Olimpijskiego. Sam Nowozelandzki Komitet Olimpijski powstał jednak 18 października 1911 roku w Wellington, a uznany przez MKOl został 5 kwietnia 1919 roku. Już w kolejnym roku zanotowała pierwszy oficjalny występ na letnich igrzyskach olimpijskich w Antwerpii, jednak zawodnicy z tego kraju startowali już w poprzednich dwóch igrzyskach łącznie z Australijczykami jako Australazja. Na zimowych igrzyskach Nowa Zelandia zadebiutowała w Oslo w 1952 roku, jedyny medal zdobywając w Albertville. Zdobyte wówczas przez Annelise Coberger srebro było jednocześnie pierwszym w historii medalem zimowych igrzysk dla kraju z półkuli południowej.
Nowa Zelandia jest jednym z sześciu państw, które w Igrzyskach Wspólnoty Narodów występują od pierwszej edycji rozegranej w 1930.

## Logo
Logo NZOC przedstawia srebrną paproć nałożoną na koła olimpijskie.

## Władze
W skład Zarządu NZOC wchodzi prezydent, pięciu członków wybranych przez walne zgromadzenie, dwóch nowozelandzkich członków MKOl oraz przedstawiciel sportowców (Athletes Commission).
Stan na 5 stycznia 2017 roku.
- Mike Stanley – prezydent
- Kereyn Smith – sekretarz generalny
- Liz Dawson
- Tony Hall
- Diana Puketapu
- Trevor Taylor
- Simon Wickham
- Barbara Kendall – członek MKOl
- Barry Maister – członek MKOl
- Nathan Twaddle – Athletes' Commission

## Członkowie
NZOC skupia na prawach pełnego członkostwa czterdzieści trzy związki sportowe reprezentujące dyscypliny obecne w programie Igrzysk Wspólnoty Narodów oraz letnich i zimowych igrzysk olimpijskich, ponadto członkami stowarzyszonymi są federacje sportów nieolimpijskich uznawane przez NZOC oraz inne organizacje sportowe.
- Pełni członkowie – sporty letnie

1. Aquatics New Zealand
2. Archery New Zealand
3. Athletics New Zealand
4. New Zealand Badminton
5. Baseball New Zealand
6. Basketball New Zealand
7. Boxing New Zealand
8. New Zealand Canoeing Federation
9. Cycling New Zealand
10. Equestrian Sports New Zealand
11. New Zealand Amateur Fencing Assn
12. Football New Zealand
13. New Zealand Golf
14. Gymsports NZ
15. NZ Handball Federation
16. New Zealand Hockey
17. New Zealand Judo Federation
18. Modern Pentathlon New Zealand
19. New Zealand Rowing Assn
20. New Zealand Rugby Union
21. New Zealand Shooting Federation
22. New Zealand Softball Assn
23. Table Tennis New Zealand
24. Taekwondo New Zealand
25. Tennis New Zealand
26. Triathlon New Zealand
27. Volleyball New Zealand
28. Olympic Weightlifting New Zealand
29. New Zealand Olympic Wrestling Union
30. Yachting New Zealand

- Pełni członkowie – sporty zimowe

1. Biathlon New Zealand
2. Ice Speed Skating New Zealand
3. New Zealand Bobsleigh & Skeleton Association
4. New Zealand Curling Association
5. New Zealand Ice Hockey Federation
6. New Zealand Ice Figure Skating Association Incorporated
7. New Zealand Olympic Luge Association
8. Snow Sports New Zealand

- Pełni członkowie – sporty Igrzysk Wspólnoty Narodów

1. Bowls New Zealand
2. New Zealand Cricket
3. Netball New Zealand
4. Squash New Zealand
5. Tenpin Bowling New Zealand Inc

- Członkowie stowarzyszeni

1. Floorball New Zealand
2. Korfball New Zealand
3. Paralympics NZ
4. New Zealand Orienteering Federation
5. Motorcycling New Zealand
6. New Zealand Bridge Inc
7. New Zealand Chess Federation
8. New Zealand Dance Sport Association
9. New Zealand Federation of Roller Sports
10. New Zealand Kung-Fu Wushu Federation
11. Surfing New Zealand
12. World Association of Kickboxing Organisations New Zealand